# Чемпионат Европы по футболу 2025 среди юношей до 17 лет
Чемпионат Европы по футболу до 17 лет 2025 года (алб. 2025 UEFA Kampionati Evropian U-17; англ. 2025 UEFA European Under-17 Championship) — 22-й розыгрыш чемпионата Европы по футболу среди юношей до 17 лет (и 41-й розыгрыш юношеского чемпионата Европы, включая турниры до 16 лет), который прошёл в Албании с 19 мая по 1 июня 2025 года.
В турнире приняли участие футболисты, родившиеся не ранее 1 января 2008 года. В финальной стадии турнира сыграли восемь команд, разделённые на две группы.

## Выбор места проведения
Албания была утверждена как страна-хозяйка турнира 2025 года решением исполнительного комитета УЕФА в Монтрё в 2023 году.

## Квалификация
В отборочном турнире приняли участие 54 из 55 национальных сборных УЕФА (кроме России), которые сразились за 7 путёвок в финальный турнир.

### Квалифицировались в финальный турнир
Следующие команды квалифицировались в финальный турнир в Албании:
| Сборная    | Способ квалификации  | Участие | В последний раз       | Лучший результат                |
| ---------- | -------------------- | ------- | --------------------- | ------------------------------- |
| Албания    | Организатор          | 1-е     | Дебют                 |                                 |
| Италия     | Победитель группы A1 | 13-е    | 2024 (Чемпион)        | Чемпион (2024)                  |
| Германия   | Победитель группы A2 | 15-е    | 2023 (Чемпион)        | Чемпион (2009, 2023)            |
| Франция    | Победитель группы A3 | 16-е    | 2024 (групповой этап) | Чемпион (2004, 2015, 2022)      |
| Португалия | Победитель группы A4 | 12-е    | 2024 (финал)          | Чемпион (2003, 2016)            |
| Чехия      | Победитель группы A5 | 8-е     | 2024 (четвертьфинал)  | Финалист (2006)                 |
| Бельгия    | Победитель группы A6 | 9-е     | 2022 (групповой этап) | Полуфиналист (2007, 2015, 2018) |
| Англия     | Победитель группы A7 | 17-е    | 2024 (четвертьфинал)  | Чемпион (2010, 2014)            |

## Стадионы
Турнир прошёл на 4 стадионах в 4 разных городах.
| Дуррес                           | Эльбасан            |
| -------------------------------- | ------------------- |
| Нико Дована                      | Эльбасан Арена      |
| Вместимость: 12 040              | Вместимость: 12 800 |
|                                  |                     |
| Дуррес Эльбасан Ррогожине Тирана |                     |
| Ррогожине                        | Тирана              |
| Эгнатиа Арена                    | Арена Комбетаре     |
| Вместимость: 4000                | Вместимость: 22 500 |
|                                  |                     |

## Групповой этап
В каждой из двух групп сыграли по четыре команды. Команды, занявшие первое и второе место, вышли в полуфинал.
| Критерии классификации команд на групповом этапе |
| --- |
| На групповом этапе команды ранжируются по следующим показателям: 1. очки, набранные во всех матчах группового этапа; 2. очки, набранные в очных встречах между командами с равным количеством очков; 3. разница голов в очных встречах между командами с равенством предыдущих показателей; 4. голы, забитые в очных встречах между командами с равенством предыдущих показателей; 5. разница голов во всех групповых матчах; 6. голы, забитые во всех групповых матчах; 7. послематчевые пенальти (только если у двух команд есть равенство по вышеуказанным показателям и они встречаются в последнем раунде группового этапа); 8. дисциплинарные показатели - жёлтая карточка: −1 очко; - непрямая красная карточка (вторая жёлтая карточка): −3 очка; - прямая красная карточка: −3 очка; 9. коэффициенты УЕФА, которые использовались при жеребьёвке отборочного раунда; 10. жребий. |

### Группа A
| Поз | Команда     | И | В | Н | П | МЗ | МП | РМ  | О | Квалификация     |
| --- | ----------- | - | - | - | - | -- | -- | --- | - | ---------------- |
| 1   | Франция     | 3 | 2 | 1 | 0 | 7  | 0  | +7  | 7 | Выход в плей-офф |
| 2   | Португалия  | 3 | 2 | 1 | 0 | 6  | 1  | +5  | 7 | Выход в плей-офф |
| 3   | Германия    | 3 | 1 | 0 | 2 | 5  | 5  | 0   | 3 |                  |
| 4   | Албания (Х) | 3 | 0 | 0 | 3 | 0  | 12 | −12 | 0 |                  |

| Албания | 0:4     | Португалия                                                 |
| ------- | ------- | ---------------------------------------------------------- |
|         | (отчёт) | - Кинташ 36′ - Миде 68′ (пен.) - Кабрал 82′ - Суареш 90+2′ |

| Германия | 0:3     | Франция                                |
| -------- | ------- | -------------------------------------- |
|          | (отчёт) | - Азизи 1′ - Н’Гессан 12′ - Батола 78′ |

| Албания | 0:4     | Германия                                                      |
| ------- | ------- | ------------------------------------------------------------- |
|         | (отчёт) | - Й. Менза 7′ - Штафф 20′ - Мике 66′ - Отенг-Менза 85′ (пен.) |

| Франция | 0:0     | Португалия |
| ------- | ------- | ---------- |
|         | (отчёт) |            |

| Франция                                          | 4:0     | Албания |
| ------------------------------------------------ | ------- | ------- |
| - Дьяндага 33′ - Кулибали 51′ - Н’Гессан 66′ 79′ | (отчёт) |         |

| Португалия                 | 2:1     | Германия   |
| -------------------------- | ------- | ---------- |
| - Суареш 76′ - Банжаки 89′ | (отчёт) | Исбрух 72′ |

### Группа B
| Поз | Команда | И | В | Н | П | МЗ | МП | РМ | О | Квалификация     |
| --- | ------- | - | - | - | - | -- | -- | -- | - | ---------------- |
| 1   | Италия  | 3 | 3 | 0 | 0 | 8  | 4  | +4 | 9 | Выход в плей-офф |
| 2   | Бельгия | 3 | 1 | 1 | 1 | 5  | 4  | +1 | 4 | Выход в плей-офф |
| 3   | Англия  | 3 | 1 | 1 | 1 | 7  | 7  | 0  | 4 |                  |
| 4   | Чехия   | 3 | 0 | 0 | 3 | 4  | 9  | −5 | 0 |                  |

| Англия             | 1:1     | Бельгия          |
| ------------------ | ------- | ---------------- |
| Гомес Родригес 12′ | (отчёт) | Н. Фернандес 49′ |

| Италия                   | 2:1     | Чехия   |
| ------------------------ | ------- | ------- |
| - Инасио 38′ - Арена 42′ | (отчёт) | Срб 53′ |

| Бельгия                      | 3:1     | Чехия     |
| ---------------------------- | ------- | --------- |
| - Камара 24′ 42′ - Гилен 45′ | (отчёт) | Чижек 65′ |

| Италия                                                            | 4:2     | Англия                 |
| ----------------------------------------------------------------- | ------- | ---------------------- |
| - Инасио 10′ (пен.) - Де Паоли 37′ - Кампаньелло 67′ - Луонго 77′ | (отчёт) | Гомес Родригес 23′ 49′ |

| Бельгия           | 1:2     | Италия                |
| ----------------- | ------- | --------------------- |
| Де Ваннемакер 12′ | (отчёт) | Инасио 62′ 78′ (пен.) |

| Чехия                        | 2:4     | Англия                                                   |
| ---------------------------- | ------- | -------------------------------------------------------- |
| - Палашчак 59′ - Сохурек 89′ | (отчёт) | - Дауман 5′ - Гомес Родригес 15′ - Хауэлл 37′ - Грей 40′ |

## Плей-офф

### Сетка
|  | Полуфиналы        | Полуфиналы |                 |       | Финал | Финал |
|  |                   |            |                 |       |       |       |
|  | 29 мая — Эльбасан |            |                 |       |       |       |
|  |                   |            |                 |       |       |       |
|  | Франция           | 3          |                 |       |       |       |
|  | Франция           | 3          | 1 июня — Тирана |       |       |       |
|  | Бельгия           | 2          |                 |       |       |       |
|  | Бельгия           | 2          | Франция         | 0     |       |       |
|  | 29 мая — Тирана   |            | Франция         | 0     |       |       |
|  |                   | Португалия | 3               |       |       |       |
|  | Италия            | Португалия | 3               | 2 (3) |       |       |
|  | Италия            |            |                 | 2 (3) |       |       |
|  | Португалия (пен.) | 2 (4)      |                 |       |       |       |
|  | Португалия (пен.) | 2 (4)      |                 |       |       |       |

### Полуфиналы
| Франция                                      | 3:2     | Бельгия                                |
| -------------------------------------------- | ------- | -------------------------------------- |
| - А. Камара 42′ - Матондо 50′ - Н’Гессан 54′ | (отчёт) | - Н. Фернандес 45+2′ (пен.) - Винс 79′ |

| Италия                                                    | 2:2     | Португалия                                        |
| --------------------------------------------------------- | ------- | ------------------------------------------------- |
| - Инасио 20′ - Баралла 59′                                | (отчёт) | - Мануэл 28′ - Суареш 67′                         |
| Пенальти                                                  |         |                                                   |
| - Комотто - Приско - Джани - Инасио - Маккарони - Иддриса | 3:4     | - Суареш - Перейра - Невеш - Миде - Дбок - Шелмик |

### Финал
| Франция | 0:3     | Португалия                              |
| ------- | ------- | --------------------------------------- |
|         | (отчёт) | - Кабрал 30′ - Д. Кунья 38′ - Невеш 60′ |

## Чемпион
| Чемпион Европы по футболу среди юношей до 17 лет 2025 |
| ----------------------------------------------------- |
| Португалия Седьмой титул                              |

## Бомбардиры
Примечание: В скобках указано, сколько голов из общего числа забито с пенальти.
5 голов
- Самуэле Инасио (2)

4 гола
- Алехандро Гомес Родригес
- Джилиан Н’Гессан

3 гола
- Томаш Суареш

2 гола
- Али Камара
- Ноа Фернандес (1)
- Анизиу Кабрал

1 гол
- Гарри Грей
- Макс Дауман
- Гарри Хауэлл
- Аксл Винс
- Ваут Гилен
- Аугуст Де Ваннемакер
- Лассе Исбрух
- Йеремиа Менза
- Висдом Мике
- Кециа Отенг-Менза (1)
- Александер Штафф
- Антонио Арена
- Алессио Баралла
- Кристиано Де Паоли
- Томас Кампаньелло
- Андреа Луонго
- Даниэл Банжаки
- Рафаэл Кинташ
- Дуарте Кунья
- Стеван Мануэл
- Матеуш Миде (1)
- Жил Невеш
- Ильяс Азизи
- Крист Батола
- Эрманн Дьяндага
- Абдулай Камара
- Джибриль Кулибали
- Руди Матондо
- Мартин Палашчак
- Гуго Сохурек
- Матоуш Срб